# Теносике (муниципалитет)
Теносике (исп. Tenosique) — муниципалитет в Мексике, штат Табаско, с административным центром в городе Теносике-де-Пино-Суарес. Численность населения, по данным переписи 2020 года, составила 62 310 человек.

## Общие сведения
Название Tenosique происходит от майяского Ta-na-tsiic, что можно перевести как дом ткача.
Площадь муниципалитета равна 1882,4 км², что составляет 7,6 % от общей площади штата, а наиболее высоко расположенное поселение Карлос-Пельисер-Камара находится на высоте 288 метров.
Он граничит с другими муниципалитетами штата Табаско: на севере с Баланканом и на западе с Эмилиано-Сапата, на юго-западе с другим штатом Мексики — Чьяпасом, а на юге и востоке проходит государственная граница с Гватемалой.
Ландшафт муниципалитета представляет холмистую местность с небольшими перепадами высот, однако, ближе к границе с Гватемалой высота местности достигает 250 метров.
По территории Теносике протекает одна из самых крупных рек Мексики — Усумасинта, которая имеет очень важное значение в обеспечении водой многих городов и сёл, а также соседних муниципалитетов. В 1990 году федеральное правительство разработало план по строительству плотины Бока-дель-Сьерро, однако, строительство так и не началось, так как этому препятствуют экологические группы и местные жители, мотивируя это тем, что будут затоплены сотни гектаров леса в экологическом заповеднике «Каньон Усумасинта».
Климат Тиносике − жаркий и влажный, с максимальной температурой в марте − июле +37°С … +39°С, максимальным уровнем осадков в июле, и сезоном ураганов в декабре.

## Учреждение и состав
Муниципалитет был образован 18 декабря 1883 года, по данным 2020 года в его состав входит 136 населённых пунктов, самые крупные из которых:
| Код INEGI                  | Населённый пункт                                                                                                 | Численность населения (2005 год) | Численность населения (2010 год) | Численность населения (2020 год) |
| -------------------------- | --- | -------------------------------- | -------------------------------- | -------------------------------- |
| 017                        | Всего | 55601                            | 58960                            | 62310                            |
| 0001                       | Теносике-де-Пино-Суарес (исп. Tenosique de Pino Suárez) 17°28′39″ с. ш. 91°25′33″ з. д. (административный центр) | 31392                            | 32579                            | 34946                            |
| 0005                       | Арена-де-Идальго (исп. Arena de Hidalgo) 17°27′25″ с. ш. 91°35′14″ з. д.                                         | 1152                             | 1270                             | 1295                             |
| 0023                       | Эстапилья (исп. Estapilla) 17°32′42″ с. ш. 91°24′19″ з. д.                                                       | 974                              | 1089                             | 1144                             |
| 0069                       | Реденсьон-дель-Кампесино (исп. Redención del Campesino) 17°19′41″ с. ш. 91°17′01″ з. д.                          | 824                              | 867                              | 910                              |
| 0086                       | Усумасинта (исп. Usumacinta) 17°33′12″ с. ш. 91°29′37″ з. д.                                                     | 755                              | 819                              | 802                              |
| 0096                       | Игнасио-Альенде (исп. Ignacio Allende) 17°18′02″ с. ш. 91°13′13″ з. д.                                           | 645                              | 695                              | 750                              |
| 0062                       | Эль-Пальмар (исп. El Palmar) 17°26′50″ с. ш. 91°02′18″ з. д.                                                     | 639                              | 681                              | 715                              |
| 0097                       | Альваро-Обрегон (исп. Álvaro Obregón) 17°17′24″ с. ш. 91°13′44″ з. д.                                            | 540                              | 614                              | 611                              |
| —                          | Прочие | 18680                            | 20346                            | 21137                            |
| Названия на карте Генштаба | |                                  |                                  |                                  |

## Экономическая деятельность
Первоначально основной статьёй доходов Теносике являлась лесозаготовка.
Позднее, с прокладыванием железной дороги и автодороги до Вильяэрмосы, в регионе были освоены и другие виды деятельности: сельское хозяйство (посевы кукурузы, сахарного тростника, фасоли, арбузов и чили) и животноводство (разведение коров, свиней, овец и птицы), а также небольшие предприятия по: добыче рыбы, пчеловодству, производству сыров и молочных продуктов, лесозаготовке и деревопереработке.
В начале XXI века в муниципалитете начала развиваться и поддерживаться сфера туризма, так как здесь представлено множество археологических наследий древних цивилизаций.
Также в Теносике широко представлена сфера услуг: банки и банкоматы, гостиницы и рестораны, бары и закусочные, интернет-кафе и прачечные, прокат и ремонт автомобилей, частные клиники и аптеки, салоны красоты и парикмахерских, и т. д.
По статистическим данным 2000 года, работоспособное население занято по секторам экономики в следующих пропорциях: сельское хозяйство, скотоводство и рыбная ловля — 34,3 %, промышленность и строительство — 17,1 %, сфера обслуживания и туризма — 46,9 %, прочее — 1,7 %.

## Инфраструктура
По статистическим данным 2020 года, инфраструктура развита следующим образом:
- электрификация: 97,9 %;
- водоснабжение: 60,1 %;
- водоотведение: 95,2 %.

## Туризм
Основной привлекательностью для туристов являются реки, озёра, леса и археологические памятники, среди которых особо выделяется раскопки Помона. Помимо поездок на лодках и каноэ можно поучаствовать в водном марафоне по Усумасинте.
От курорта Ла Пальма можно совершить экскурсионную поездку по реке Сан-Педро в город Эль-Наранхо, на границе с Гватемалой.
Очень популярной стала деревушка Суэньос-де-Оро, где можно приобрести импортные товары по доступным ценам. Через него проходит современная асфальтированная дорога, соединяющая Теносике с Национальным парком Тикаль в Гватемале, что привлекает сюда множество иностранных туристов.
Кроме того, ежегодно в феврале в Теносике проводится карнавал danza del Pochó, берущий свои корни с доиспанских времён. Праздник привлекает множество туристов из разных районов Мексики и ближнего зарубежья.

## Фотографии
- Церковь в Теносике-де-Пино-Суарес
- Археологические раскопки Помона
- Каньон Усумасинта